# Joseph Schooling
Joseph Isaac Schooling född 16 juni 1995 är en simmare som representerar Singapore i internationella tävlingar. Han kvalificerade sig till Sommar-OS 2012 efter att han vann 200 meter fjäril under de Syd-Asiatiska mästerskapen 2011. 
Vid de olympiska simtävlingarna 2016 i Rio de Janeiro tog han Singapores första olympiska guld någonsin när han vann på 100 meter fjärilsim. Vid olympiska sommarspelen 2020 i Tokyo blev Schooling utslagen i i försöksheatet i två grenar. Han slutade på 39:e plats på 100 meter frisim och på 44:e plats på 100 meter fjärilsim.